# BWP ボルスク
ボルスク (Borsuk)は、PGZ (国営防衛産業) の子会社であるHuta Stalowa Wola (HSW) によって開発された水陸両用歩兵戦闘車である。
1973年からポーランド軍で運用されているBWP-1の置き換えのため設計された。

## 運用国
ポーランド - 2023年2月28日にマリウシュ・ブワシュチャク国防大臣が1000両以上の注文に署名した。